# Eulibitia annulipes
Eulibitia annulipes is een hooiwagen uit de familie Cosmetidae.